# Nordamerikanische Meisterschaften im Biathlon 2008
Die Nordamerikanische Meisterschaften im Biathlon 2008 wurden vom 20. bis 22. März des Jahres im US-amerikanischen Itasca, Minnesota ausgetragen. Es waren zugleich das Finale des Biathlon-NorAm-Cup 2007/08. Die Wettkämpfe waren von US-amerikanischen Startern dominiert, nur bei den Männern traten zwei Kanadier an.
Erfolgreichster Teilnehmer waren bei den Männern der Kanadier Brendan Green mit zwei Titeln und einer Vizemeisterschaft vor Walt Shepard, der einen Titel gewann und zweimal Vize wurde. Erfolgreichste Frau war die Belarussin Ekaterina Vinogradova, die auf Nordamerikanischer Ebene für die USA startet.

## Männer

### Sprint 10 km
| Platz | Sportler         | Zeit | Schieß- fehler |
| ----- | ---------------- | ---- | -------------- |
| 1     | Brendan Green    |      |                |
| 2     | Walt Shepard     |      |                |
| 3     | Jesse Downs      |      |                |
| 4     | Björn Bakken     |      |                |
| 5     | Mateusz Stachura |      |                |
| 6     | Zachary Hall     |      |                |
| 7     | Jason Ray        |      |                |
| 8     | Samuel Morse     |      |                |
| 9     | Kevin Patzoldt   |      |                |
| 10    | Casey Simons     |      |                |
| 11    | Tyler Ludington  |      |                |
| 12    | Ben Falconer     |      |                |
| 13    | Jason Kask       |      |                |
| 14    | Zack Strong      |      |                |
| 15    | Philip Douglas   |      |                |

Datum: Donnerstag, 20. März 2008

### Verfolgung 12,5 km
| Platz | Sportler         | Zeit | Schieß- fehler |
| ----- | ---------------- | ---- | -------------- |
| 1     | Walt Shepard     |      |                |
| 2     | Brendan Green    |      |                |
| 3     | Zachary Hall     |      |                |
| 4     | Mateusz Stachura |      |                |
| 5     | Jesse Downs      |      |                |
| 6     | Duncan Douglas   |      |                |
| 7     | Björn Bakken     |      |                |
| 8     | Jason Ray        |      |                |
| 9     | Kevin Patzoldt   |      |                |
| 10    | Samuel Morse     |      |                |
| 11    | Grant Weber      |      |                |
| 12    | Casey Simons     |      |                |
| 13    | Tyler Ludington  |      |                |
| 14    | Zack Strong      |      |                |
| 15    | Jason Kask       |      |                |
| 16    | Ben Falconer     |      |                |
| 17    | Philip Douglas   |      |                |

Datum: Freitag, 21. März 2008

### Massenstart 15 km
| Platz | Sportler         | Zeit | Schieß- fehler |
| ----- | ---------------- | ---- | -------------- |
| 1     | Brendan Green    |      |                |
| 2     | Walt Shepard     |      |                |
| 3     | Duncan Douglas   |      |                |
| 4     | Jesse Downs      |      |                |
| 5     | Mateusz Stachura |      |                |
| 6     | Samuel Morse     |      |                |
| 7     | Björn Bakken     |      |                |
| 8     | Zachary Hall     |      |                |
| 9     | Casey Simons     |      |                |
| 10    | Grant Weber      |      |                |
| 11    | Jason Kask       |      |                |
| 12    | Tyler Ludington  |      |                |
| 13    | Ben Falconer     |      |                |
| 14    | Zack Strong      |      |                |
| 15    | Philip Douglas   |      |                |

Datum: Sonnabend, 22. März 2008

## Frauen

### Sprint 7,5 km
| Platz | Sportler                | Zeit | Schieß- fehler |
| ----- | ----------------------- | ---- | -------------- |
| 1     | Annelies Cook           |      |                |
| 2     | Caitlin Compton         |      |                |
| 3     | Ekaterina Vinogradova   |      |                |
| 4     | Sara Studebaker         |      |                |
| 5     | Carolyn Treacy Bramante |      |                |
| 6     | Katrina Howe            |      |                |
| 7     | BethAnn Chamberlain     |      |                |
| 8     | Denise Teela            |      |                |
| 9     | Hannah Dreissigacker    |      |                |
| 10    | Jennifer Wygant         |      |                |

Datum: Donnerstag, 20. März 2008

### Verfolgung 10 km
| Platz | Sportler                | Zeit | Schieß- fehler |
| ----- | ----------------------- | ---- | -------------- |
| 1     | Ekaterina Vinogradova   |      |                |
| 2     | Caitlin Compton         |      |                |
| 3     | Sara Studebaker         |      |                |
| 4     | Carolyn Treacy Bramante |      |                |
| 5     | Denise Teela            |      |                |
| 6     | BethAnn Chamberlain     |      |                |
| 7     | Annelies Cook           |      |                |
| 8     | Hannah Dreissigacker    |      |                |
| 9     | Katrina Howe            |      |                |
| 10    | Jennifer Wygant         |      |                |

Datum: Freitag, 21. März 2008

### Massenstart 12,5 km
| Platz | Sportler                | Zeit | Schieß- fehler |
| ----- | ----------------------- | ---- | -------------- |
| 1     | Ekaterina Vinogradova   |      |                |
| 2     | Annelies Cook           |      |                |
| 3     | Sara Studebaker         |      |                |
| 4     | Carolyn Treacy Bramante |      |                |
| 5     | Denise Teela            |      |                |
| 6     | BethAnn Chamberlain     |      |                |
| 7     | Katrina Howe            |      |                |
| 8     | Hannah Dreissigacker    |      |                |
| 9     | Jennifer Wygant         |      |                |

Datum: Sonnabend, 22. März 2008